# Кызыл-Багыш
Кызыл-Багыш (кирг. Кызыл-Багыш) — село в Сузакском районе Джалал-Абадской области Кыргызстана. Входит в состав Сайпидин-Атабековского айылного аймака.

## География
Село расположено в юго-восточной части области, к северу от реки Карадарьи, на расстоянии приблизительно 7 километров (по прямой) к востоко-юго-востоку от села Сузак, административного центра района. Абсолютная высота — 724 метра над уровнем моря.

## Население
Согласно оценочным данным Национального статистического комитета Кыргызской Республики, численность населения села на начало 2023 года составляла 1114 человек.
| год     | 2009 | 2014 | 2015 | 2020 | 2021 | 2023 |
| ------- | ---- | ---- | ---- | ---- | ---- | ---- |
| человек | 817  | 890  | 891  | 993  | 1010 | 1114 |